# Bamberg domkirke
49°53′27.546″N 10°53′1.5360″Ø / 49.89098500°N 10.883760000°Ø
Bamberg domkirke er viet til  Sankt Jørgen og Sankt Peter og er en af de tyske kejserdomkirker og med sine fire tårne det dominerende bygningsværk i den  gamle bydel i Bamberg. I kirken findes Bambergrytteren, det eneste helgenkårede kejserpars grav i det tysk-romerske rige (Henrik 2. og Kunigunde) og den eneste pavegrav (Pave Clemens 2.) nord for Alperne. Kirken er som en del af Bamberg indre by  på UNESCOs liste fra 1993 over verdens kulturarv.

## Historie
Kejser Henrik 2. nedlagde grundstenen i 1004, og indvielsen fandt sted i 1012. Kirken brændte i 1018 og 1185 og den anden indvielse fandt sted i 1237. Bamberg domkirke blev påbegyndt i romansk og afsluttet i gotisk stil. Fra 1611 fik kirken barokke elementer. Ludwig 1. af Bayern tilbageførte  dele af kirken til romansk stil mellem 1829 og 1837 . 

## Billedgalleri
- Bamberg domkirke - Bamberger Dom